# Laphria auricorpus
Laphria auricorpus är en tvåvingeart som beskrevs av Hobby 1948. Laphria auricorpus ingår i släktet Laphria och familjen rovflugor.
Artens utbredningsområde är Malawi. Inga underarter finns listade i Catalogue of Life.